# Ammiraglio di Saint Bon (cuirassé)
Le Ammiraglio di Saint Bon était un cuirassé pré-dreadnought de la Regia Marina (Marine royale italienne construit dans les années 1890. 

Sa quille a été posée a été construit en juillet 1893, il est lancé en avril 1897 et achevé en mai 1901. Il était le navire de tête de sa classe et avait un navire-jumeau, le Emanuele Filiberto. Le navire était armé d'une batterie principale de quatre canons de 254 mm (10 pouces) et pouvait atteindre une vitesse maximale de 18 nœuds (33 km/h).
Le Ammiraglio di Saint Bon a servi dans l'escadron actif de la marine italienne pendant les premières années de sa carrière. Il a été affecté à la 3e division pendant la guerre italo-turque de 1911-1912. Pendant la guerre, il a participé à la prise de l'île de Rhodes, où il a fourni un appui de tir à l'infanterie italienne. Le navire était obsolète au moment de la Première Guerre mondiale et devait être démantelé en 1914-1915, mais le besoin de navires de guerre a donné un répit au Ammiraglio di Saint Bon. Il a passé la guerre comme navire de défense portuaire à Venise et, après avril 1916, a été utilisé principalement comme batterie anti-aérienne flottante. Il a été rayé du registre naval en juin 1920 et ensuite démoli pour la ferraille.

## Conception et description

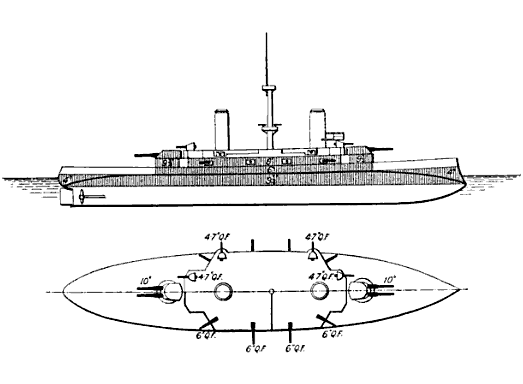
Plan et dessin de profil de la classe "Ammiraglio di Saint Bon".

Le Ammiraglio di Saint Bon mesurait 105 mètres de long à la ligne de flottaison et 111,8 m de long hors tout (Lht). Il avait une largeur de 21,12 m et un tirant d'eau maximum de 7,69 m. Le Ammiraglio di Saint Bon déplaçait 10 082 tonnes longues (10 244 tonnes) à charge normale et 10 531 tonnes longues (10 700 tonnes) à pleine charge.
Le navire avait une proue inversée et un franc-bord relativement bas de seulement 3 m. Ils avaient une superstructure assez grande avec une tour de contrôle et un pont élevé à l'avant et un grand mât militaire équipé de toupies de combat placé au milieu du navire. A côté du mât, le navire transportait un certain nombre de petites embarcations. Le Ammiraglio di Saint Bon avait un équipage de 557 officiers et hommes de troupe.
Le système de propulsion des navires était constitué de deux moteurs à vapeur à triple expansion, qui entraînaient une paire d'hélices. La vapeur pour les moteurs était fournie par douze chaudières cylindriques à tubes de fumée alimentées au charbon, qui étaient dirigées vers une paire de cheminées très espacés. Les moteurs du Ammiraglio di Saint Bon avaient une puissance nominale de 14 296 chevaux-vapeur (10 661 kW). Le système de propulsion du navire permettait une vitesse de pointe de 18,3 nœuds (33,9 km/h) et une autonomie d'environ 5 500 milles nautiques (10 200 km) à 10 nœuds (19 km/h).

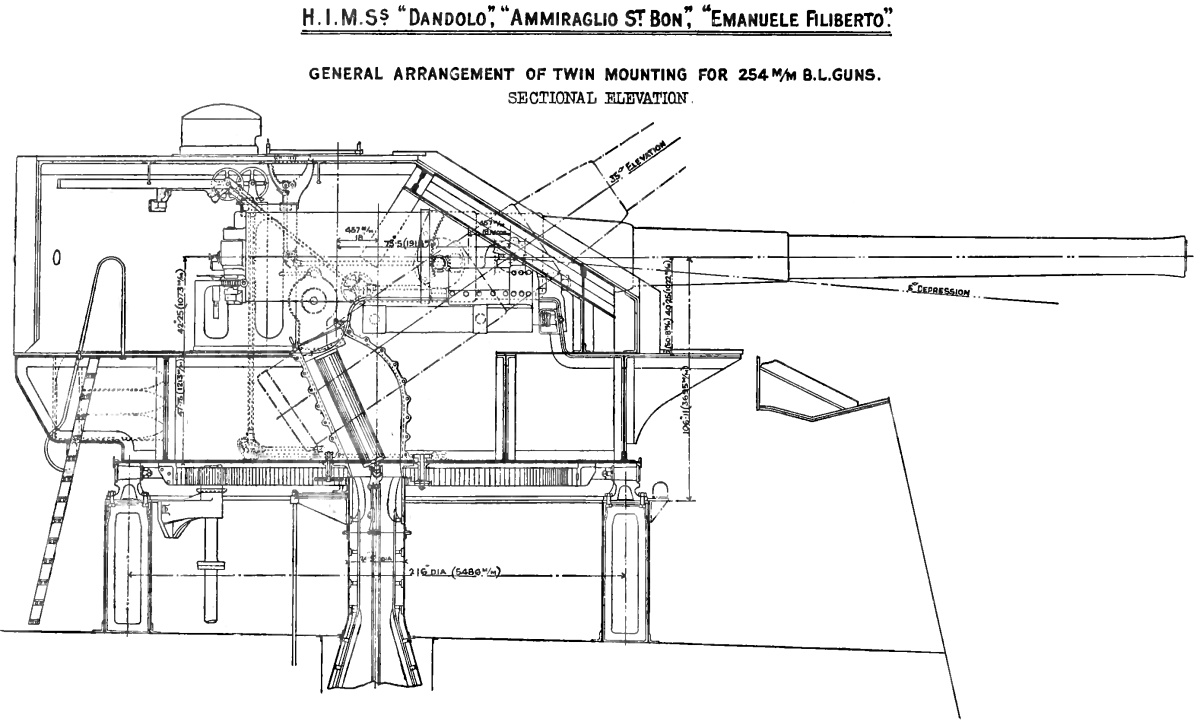
Diagramme d'élévation à droite de la tourelle du canon de 10 pouces de calibre 40 d'Elswick Ordnance.

Tel qu'il était construit, le navire était armé d'une batterie principale de quatre canons de 254 mm (10 pouces) de calibre 40 placés dans deux tourelles jumelées, l'une à l'avant et l'autre à l'arrière. Il était également équipé d'une batterie secondaire de huit canons de 152 mm (6 pouces) de calibre 40 placés dans des casemates individuelles au milieu du navire, et de huit canons de 120 mm (4,7 pouces) de calibre 40 placés dans des supports pivotants blindés directement au-dessus de la batterie de casemates. L'armement du navire était complété par huit canons de 57 mm (2,2 pouces) et deux canons de 37 mm (1,5 pouces), qui assuraient une défense à courte portée contre les torpilleurs. Le Ammiraglio di Saint Bon portait également quatre tubes lance-torpilles de 450 mm (17,7 pouces) dans des lanceurs montés sur le pont.
Les navires étaient protégés par de l'acier Harvey. La ceinture blindée avait une épaisseur de 249 mm, et le pont une épaisseur de 70 mm. Le poste de commandement était protégé par un blindage de 249 mm sur les côtés. Les canons de la batterie principale avaient également un blindage de 249 mm d'épaisseur sur les tourelles, et les casemates avaient une épaisseur de 150 mm.

## Histoire de service
Le Ammiraglio di Saint Bon a été construit par l'Arsenal vénitien à Venise. Sa quille a été posée le 18 juillet 1893, et il a été lancé le 29 avril 1897, après quoi son armement a été effectué. Le navire a commencé ses essais en mer en janvier 1901 au large de La Speziaet a été mis en service le 1er février. Ses essais préliminaires à pleine puissance ont commencé le 5 mai, au cours desquels il a atteint 19,2 nœuds (35,6 km/h). Ses essais de vitesse officiels ont eu lieu le 23 mai, au cours desquels il a atteint une vitesse maximale de 18,5 nœuds (34,3 km/h). Ses essais se sont achevés le lendemain.
Le navire passe les premières années de sa carrière dans la 1re escadre, avec son navire-jumeau (sister ship) Emanuele Filiberto, les trois cuirassés de la classe Re Umberto et les deux cuirassés de la classe Regina Margherita. En 1902-1903, le Ammiraglio di Saint Bon se trouvait dans la flotte principale italienne avec les trois Re Umberto et deux des cuirassés de la classe Ruggiero di Lauria; alors que dans leur routine normale d'entraînement en temps de paix, les navires de la flotte principale étaient maintenus en service pour des exercices pendant sept mois de l'année. En octobre 1906, le Ammiraglio di Saint Bon a participé à de grandes manœuvres de la flotte sous le commandement du vice-amiral Alfonso di Brocchetti dans la mer Ionienne. Les exercices ont duré du 10 au 26 octobre. Les manœuvres ont culminé par une attaque simulée de la flotte italienne sur les défenses du port de Tarente. Pendant les manœuvres de 1908, le Ammiraglio di Saint Bon a servi dans l'escadron hostile, chargé d'attaquer l'escadron ami, où son navire-jumeau était affectée.

### Guerre italo-turque

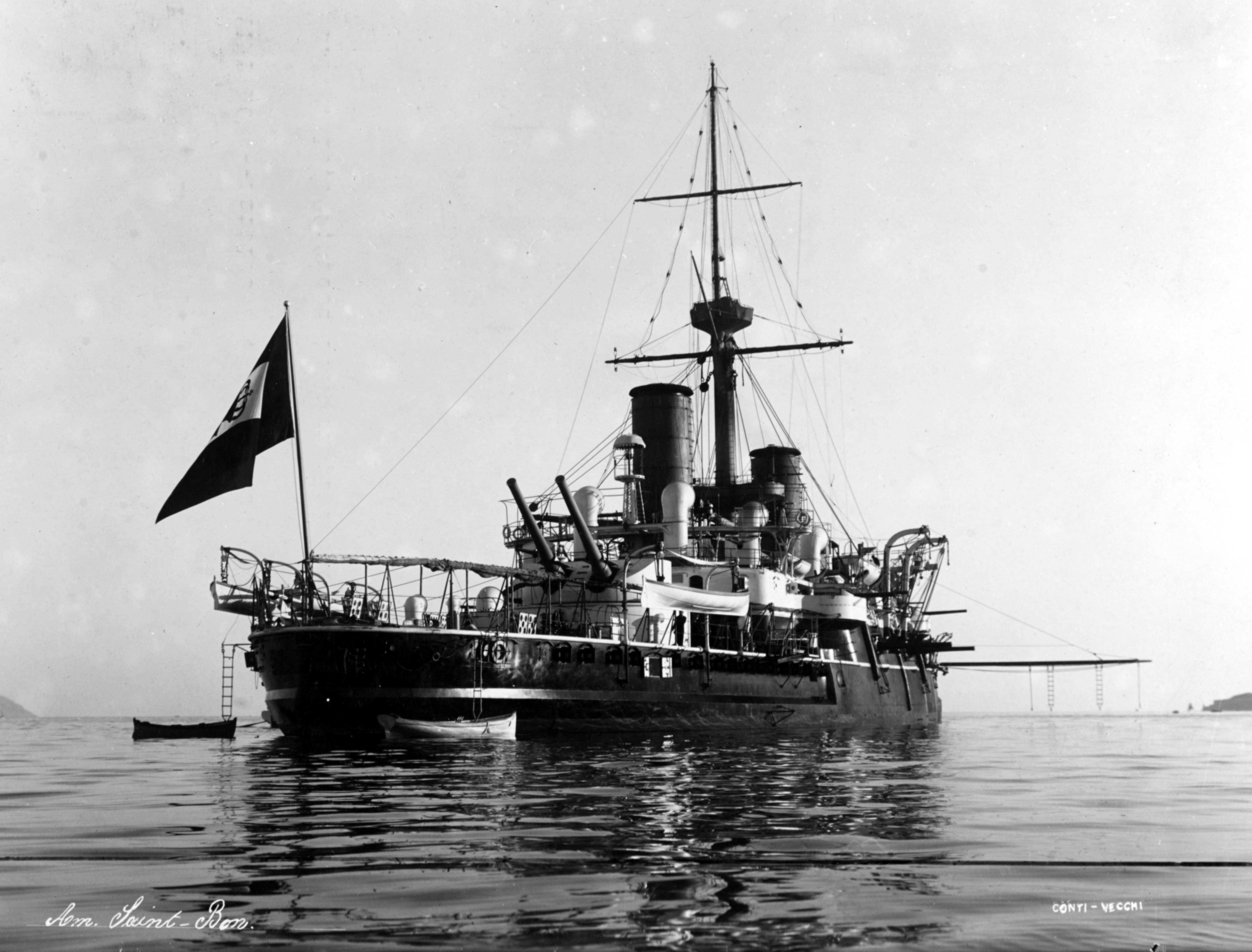
Le Ammiraglio di Saint Bon vers 1900

Le 29 septembre 1911, le royaume d'Italie déclare la guerre à l'Empire ottoman afin de s'emparer de la Libye. Le Ammiraglio di Saint Bon sert initialement dans la 3e division de la 2e escadre, mais il est bientôt transféré dans la division de l'inspecteur des torpilleurs, commandée par le contre-amiral Prince Luigi Amedeo, duc des Abruzzes. Le 3 octobre, Amedeo se rend à Preveza à bord du croiseur blindé Vettor Pisani pour exiger la reddition du port après la bataille de Preveza. Le Ammiraglio di Saint Bon l'accompagnait, et devait bombarder la ville si le commandant ottoman refusait l'ultimatum d'Amedeo, mais la pression étrangère, en particulier de l'Autriche-Hongrie, a forcé le gouvernement italien à rappeler Amedeo et à arrêter la suite des opérations dans la mer Ionienne,.
Le navire n'a pas été fortement impliqué dans les combats en Afrique du Nord au cours des premiers mois de la guerre et, en décembre, il a été transféré en Italie. Le 13 avril 1912, le Ammiraglio di Saint Bon et le reste de la division ont navigué de Tobrouk vers la mer Égée pour rejoindre la 1re division. Les deux divisions se sont rencontrées le 17 avril au large de l'île de Stampalia, après quoi la flotte combinée a fait route vers le nord. Le jour suivant, les navires coupent les câbles télégraphiques sous-marins entre Imbros, Ténédos, Lemnos, Salonique et les Dardanelles. Ils se dirigent ensuite vers l'entrée des Dardanelles pour tenter d'attirer la flotte ottomane. Lorsque les fortifications côtières ottomanes ont commencé à prendre les navires italiens sous le feu, ces derniers ont riposté et leur ont infligé de sérieux dommages. Le 19 avril, le Ammiraglio di Saint Bon et la plus grande partie de la flotte retournèrent en Italie, ne laissant que le Pisa, le Amalfi et une flottille de torpilleurs pour croiser au large des côtes ottomanes.
Le 30 avril 1912, le Ammiraglio di Saint Bon et le reste de la 3e division ont escorté un convoi de navires de transport de troupes de Tobrouk à l'île de Rhodes. Les navires lourds italiens ont fait une démonstration au large de la ville de Rhodes, tandis que les transports ont débarqué le corps expéditionnaire à 16 km au sud le 4 mai; les soldats ont rapidement avancé sur la ville, soutenus par les tirs d'artillerie de la flotte italienne. Les Turcs se rendent à la ville le jour suivant. Pendant que les troupes italiennes achevaient la conquête de l'île, le Ammiraglio di Saint Bon bombardait les positions ottomanes pour soutenir l'offensive italienne. Vers la fin du mois de mai, la 3e division retourne en Italie. En juillet, le Ammiraglio di Saint Bon et le reste de la division s'étaient retirés en Italie pour remplacer les canons usés et effectuer d'autres réparations. En octobre, les Ottomans avaient accepté de signer un traité de paix pour mettre fin à la guerre. Après la guerre, le Ammiraglio di Saint Bon a fait installer six projecteurs sur des plates-formes situées à côté des cheminées et du mât. Un télémètre est également ajouté au sommet de la tour de contrôle.
En 1913, le Ammiraglio di Saint Bon participe à une manifestation navale internationale dans la mer Ionienne pour protester contre les guerres des Balkans. Les navires d'autres marines inclus dans la démonstration étaient le pré-dreadnought britannique HMS King Edward VII, le pré-dreadnought austro-hongrois SMS Zrínyi, le croiseur blindé français Edgar Quinet et le croiseur léger allemand SMS Breslau. L'action la plus importante de la flottille combinée, qui était sous le commandement de l'amiral britannique Cecil Burney, était le blocus de la côte monténégrine. L'objectif du blocus était d'empêcher les renforts serbes de soutenir le siège de Shkodra, où le Monténégro avait assiégé une force combinée d'Albanais et d'Ottomans. Sous la pression du blocus international, la Serbie a retiré son armée de Scutari (Shkodër), qui a ensuite été occupée par une force terrestre conjointe des Alliés.

### Première Guerre mondiale
L'Italie a déclaré sa neutralité après le déclenchement de la Première Guerre mondiale en août 1914 mais, en juillet 1915, la Triple-Entente avait convaincu les Italiens d'entrer en guerre contre les Puissances centrales. Néanmoins, le déclenchement de la guerre a incité l'Italie à conserver le Ammiraglio di Saint Bon et son navire-jumeau, dont l'élimination était prévue en 1914-1915. La Marine austro-hongroise, le rival naval traditionnel de l'Italie, était le principal adversaire dans le conflit. Le chef d'état-major de la marine italienne, l'amiral Paolo Thaon di Revel, estimait qu'une politique de flotte active était interdite par la menace sérieuse que représentaient les sous-marins (U-boot) dans les eaux confinées de la mer Adriatique. Au lieu de cela, Revel décida de mettre en place un blocus à l'extrémité sud de l'Adriatique avec la flotte de combat, tandis que des navires plus petits, tels que les vedettes-torpilleurs MAS, menaient des raids sur les navires et les installations austro-hongrois. Pendant ce temps, les vaisseaux capitaux de Revel seraient préservés pour affronter la flotte de combat austro-hongroise au cas où elle chercherait un engagement décisif. Par conséquent, le navire n'a pas été particulièrement actif pendant la guerre.
Dès le début de la participation italienne à la guerre, l'Ammiraglio di Saint Bon a été utilisé comme navire de défense du port de Venise, avec sa sœur et le vieux cuirassé Sardegna, ainsi que deux croiseurs et plusieurs petites embarcations. Après avril 1916, l'Ammiraglio di Saint Bon a été utilisé comme batterie anti-aérienne flottante pour défendre Venise. Il a continué à jouer ce rôle jusqu'à la fin de la guerre en novembre 1918. 
Le navire n'est resté dans l'inventaire de la Marine italienne que peu de temps après la fin de la guerre ; il a été rayé du registre naval le 18 juin 1920 et ensuite démoli pour la ferraille.

## Sources
- (en) Cet article est partiellement ou en totalité issu de l’article de Wikipédia en anglais intitulé « Italian battleship Ammiraglio di Saint Bon » (voir la liste des auteurs).